# Operação Norte
Operação Norte (em russo: Операция "Север") foi o nome de código atribuído pelo Ministério da Segurança do Estado da União Soviética à deportação maciça das Testemunhas de Jeová e suas famílias para a Sibéria na União Soviética em 1 e 2 abril de 1951.

## Antecedentes
Quase não havia Testemunhas de Jeová na União Soviética até a sua anexação dos Estados bálticos, Bielorrússia Ocidental, Oeste da Ucrânia, Bessarábia e  Bucovina do Norte, a maioria deles estavam localizados nas Repúblicas Socialista Soviética Moldava e na Ucraniana. As Testemunhas de Jeová entraram em conflito com o poder soviético, principalmente por causa da sua recusa em se juntar ao exército por motivos religiosos.
Seus ensinamentos foram logo considerados como antissoviéticos. Membros de grupos religiosos, principalmente as Testemunhas de Jeová,  eram qualificados como elementos religiosos e considerados um perigo potencial para o regime comunista. Em novembro de 1950, Viktor Abakumov relatou a sua ideia a Stalin sobre a deportação e Stalin sugeriu esta para Março-Abril de 1951.

## Implementação
Em 19 de fevereiro de 1951 Abakumov entregou uma correspondencia secreta para Stalin, detalhando os planos para as deportações das Testemunhas de Jeová para os  Oblast de Tomsk e Irkutsk na Sibéria, citando que durante os anos de 1947 a 1950, 1.048 dirigentes e ativistas das Testemunhas de Jeová tinham sido presos, cinco casas de impressão haviam sido descobertas, e grandes quantidades de impressos confiscados.
Segundo o plano os deportados seriam autorizados a carregar um máximo de 150 quilos de bens, os restante seriam confiscados "para cobrir as obrigações dos deportados ao Estado". De acordo com o plano de Abakumov o números de deportados seria:
- Número total: 8.587 pessoas (3.048 famílias), incluindo:
  - Ucrânia - 6.140 pessoas (2.020 famílias);
  - Bielorrússia - 394 pessoas (153 famílias);
  - Moldávia - 1.675 pessoas (670 famílias);
  - Letônia - 52 pessoas (27 famílias);
  - Lituânia - 76 pessoas (48 famílias);
  - Estônia - 250 pessoas (130 famílias).

Em 3 de março de 1951, o Conselho de Ministros da União Soviética emitiu o decreto n º 667-339ss, seguido por uma ordem do Ministério da Segurança do Estado (n º 00.193 ), de 5 de Março de 1951. Em 24 de março, o Conselho de Ministros da  Moldávia emitiu o decreto sobre o confisco e a venda da propriedade dos deportados.
A Operação Norte começou às 4 da manhã em 1 de abril de 1951, e terminou em 2 de abril. Os deportados foram classificados como "colonos especiais". No total, 9.389 pessoas foram deportados de todo o país.

## Anistia e absolvição
Em 30 de setembro de 1965, o decreto (n º 4020-1U) do Presidium do Conselho de Ministros da URSS cancelou a restrição do "acordo especial" para membros dos quatro grupos religiosos deportados e seus familiares. No entanto, este decreto assinado por Anastas Mikoyan afirmou que não haveria compensação para os bens confiscados, e que o retorno a seus lugares de residência anterior estava sujeita à aprovação das administrações locais. Apesar de poderem retornar, as Testemunhas de Jeová continuaram a serem perseguidos legalmente devido à sua ideologia ser classificada como anti-soviética.
A organização foi finalmente legalizada na União Soviética em 1991. Os deportados e condenados das Testemunhas de Jeová (e outras religiões relacionadas) foram reabilitados como vítimas de repressões políticas na União Soviética  pelo ukase número 378 do Presidente da Federação da Rússia, de 3 de março de 1996, "sobre as medidas de reabilitação dos sacerdotes e fiéis que se tornaram vítimas das repressões injustificadas".